# Bentley Brooklands (2008)
Bentley Brooklands – samochód sportowy klasy aut luksusowych produkowany przez brytyjską markę Bentley w latach 2008 – 2011. 

## Historia i opis modelu

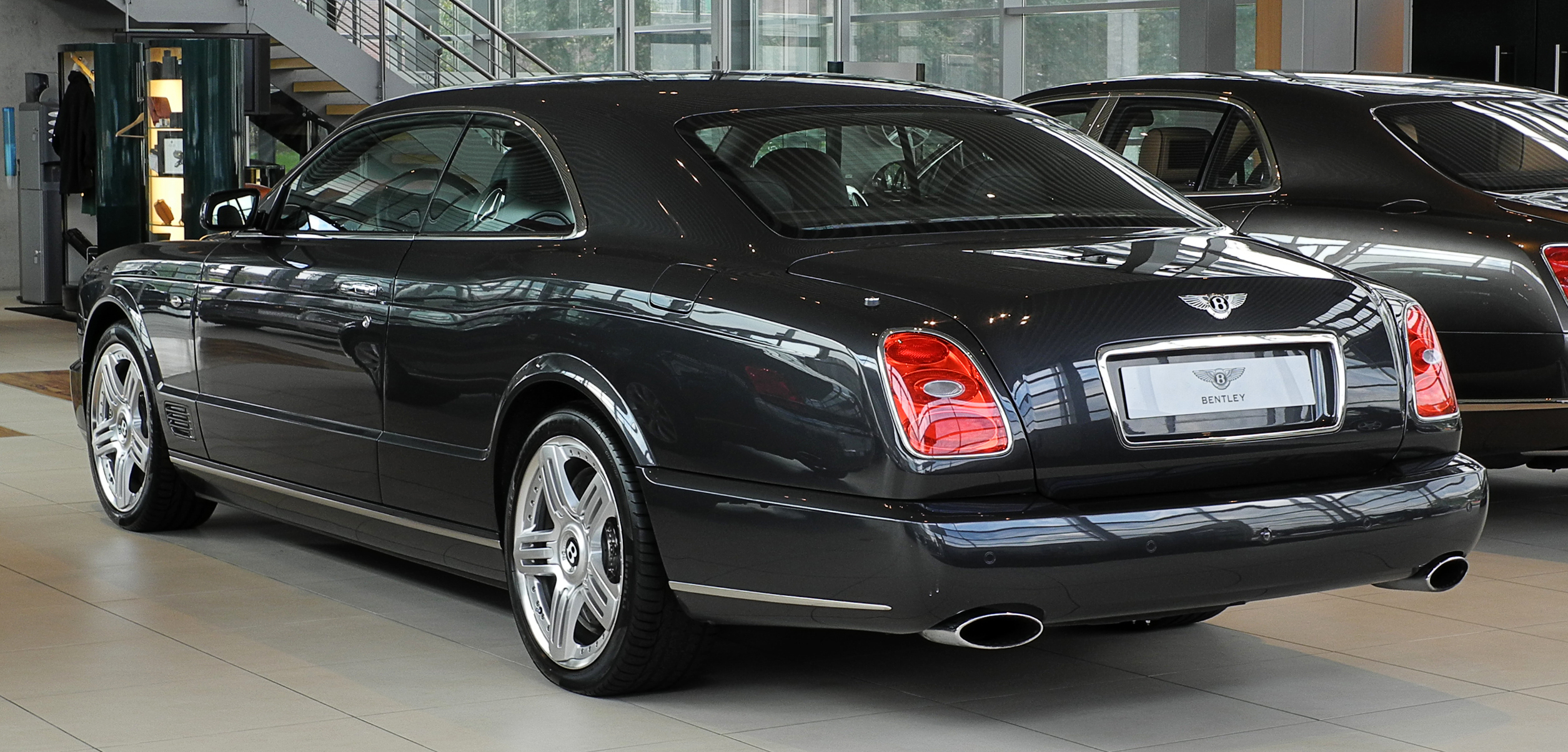
Bentley Brooklands - tył

Dostępny jako 2-drzwiowe coupe grand tourer. Do napędu użyto silnika Rolls-Royce V8 twin-turbo o pojemności 6,75 litra. Moc przenoszona jest na tylną oś poprzez 6-biegową automatyczną skrzynię biegów.

### Silnik
- V8 6,75 l (6750 cm³)
- Układ zasilania: wtrysk
- Moc maksymalna: 530 KM (395 kW) przy 4000 obr./min
- Maksymalny moment obrotowy: 1,050 N•m przy 3,250 obr./min

### Osiągi
- Przyspieszenie 0-100 km/h: 5,3 s
- Przyspieszenie 0-160 km/h: 11,7 s
- Prędkość maksymalna: 296 km/h